# Chlamydoselachus tobleri
Espèce
Chlamydoselachus tobleri est une espèce éteinte de requins. Cette espèce a été décrite en 1929 par Maurice Leriche à partir d'une dent découverte à la Trinité quelques années auparavant, dans des dépôts datés de l'ère Tertiaire.